# Jinan International Open 2024
Il Jinan International Open 2024 è stato un torneo di tennis professionistico maschile e femminile. È stata la 4ª edizione del torneo maschile, facente parte della categoria Challenger 50 nell'ambito dell'ATP Challenger Tour 2024, con un montepremi di 41 000 $. È stata la 3ª edizione del torneo per le donne, facente parte della categoria W50 nell'ambito dell'ITF Women's World Tennis Tour 2024, con un montepremi di 40 000 $. Entrambi i tornei si sono giocano sui campi in cemento del Centro per gli sport olimpici di Jinan, in Cina.

## Partecipanti singolare maschile

### Teste di serie
| Nazionalità   | Giocatore      | Ranking* | Testa di serie |
| ------------- | -------------- | -------- | -------------- |
| Giappone      | Yuta Shimizu   | 262      | 1              |
| Cina          | Bai Yan        | 277      | 2              |
| Regno Unito   | Ryan Peniston  | 291      | 3              |
| Taipei cinese | Wu Tung-lin    | 334      | 4              |
| Giappone      | Rio Noguchi    | 338      | 5              |
| Cina          | Cui Jie        | 353      | 6              |
|               | Mikalai Haliak | 379      | 7              |
| Giappone      | Kaichi Uchida  | 382      | 8              |

* Ranking al 12 agosto 2024.

### Altri partecipanti
I seguenti giocatori hanno ricevuto una wild card per il tabellone principale:
- Jin Yuquan
- Wu Yibing
- Xiao Linang

Il seguente giocatore è entrato in tabellone come alternate:
- Ajeet Rai

I seguenti giocatori sono passati dalle qualificazioni:
- Jacob Bradshaw
- Shin Woo-bin
- Mo Yecong
- Shin San-hui
- Nam Ji-sung
- Keegan Smith

## Campioni

### Singolare maschile
Wu Yibing ha sconfitto in finale  Rio Noguchi con il punteggio di 7–5, 6–3.

### Singolare femminile
- Zheng Wushuang ha sconfitto in finale  Yao Xinxin con il punteggio di 6–2, 6–2.

### Doppio maschile
Chung Yun-seong /  Yuta Shimizu hanno sconfitto in finale  Rio Noguchi /  Edward Winter con il punteggio di 6–3, 6(5)–7, [10–6].

### Doppio femminile
- Guo Meiqi /  Xiao Zhenghua hanno sconfitto in finale  Feng Shuo /  Liu Fangzhou con il punteggio di 6–3, 1–6, [10–5].